# アドリアン・ルナ
アドリアン・ニコラス・ルナ・レタマール（スペイン語: Adrián Nicolás Luna Retamar、1992年4月12日 - ）は、ウルグアイのサッカー選手。ポジションはFW。

## クラブ歴
タクアレンボーに生まれた。デフェンソール・スポルティングの下部組織からトップチームに昇格し、2010年2月6日にプロ初出場。2010-11シーズンにはレギュラーとしての地位を確立した。
2011年5月23日に、リーガ・エスパニョーラ・プリメーラ・ディビシオンのRCDエスパニョールに100万ユーロで移籍。同年8月17日に1シーズンの契約でセグンダ・ディビシオンのジムナスティック・タラゴナに期限付き移籍。しかし2012年1月にエスパニョールに復帰しCEサバデルに半年の期限付き移籍となった。同年8月にはナシオナル・モンテビデオに期限付き移籍し、ウルグアイへと戻った。2013年9月2日にエスパニョールとの契約を解除した。
同年にデフェンソール・スポルティングに復帰。2015年にメキシコのティブロネス・ロホス・デ・ベラクルスに移籍し、ベナドスFCに期限付き移籍した。翌2016年5月28日にティブロネス・ロホス・デ・ベラクルスに復帰。
2019年7月19日にAリーグのメルボルン・シティFCに2年契約で移籍。
2021年7月22日、ケーララ・ブラスターズFCに2年契約で移籍した。

## 代表歴
U-17代表として2009 FIFA U-17ワールドカップに、U-20代表として2011 FIFA U-20ワールドカップに出場した。